# بويان تاديتش
بويان تاديتش هو لاعب كرة قدم بوسني في مركز الوسط، ولد في 3 فبراير 1981 في بانيا لوكا في البوسنة والهرسك. لعب مع نادي أو إف كيه بيوغراد ونادي بوراتس بانيا لوكا ونادي زغرب ونادي هرفوليه.